# Rechtsgeschichte
Die Rechtsgeschichte ist eine interdisziplinäre Wissenschaft, die sowohl dem Kreis der Rechts- als auch dem der Geschichtswissenschaften zuzurechnen ist. Im deutschsprachigen Raum wird Rechtsgeschichte traditionell als juristische Grundlagenwissenschaft an juristischen Fakultäten gelehrt und zerfällt in einen romanistischen, germanistischen und kanonistischen Zweig. Während die Rechtsgeschichte im 19. und noch Anfang des 20. Jahrhunderts einen hervorragenden Stellenwert im juristischen Studium einnahm, ist sie seit etwa 1945 mit einem zunehmenden Bedeutungsrückgang und – damit verbunden – mit Legitimationszwang verbunden.

## Die Historische Rechtsschule als Ausgangspunkt
Als Gründungsvater der Rechtsgeschichte gilt der Polyhistor Hermann Conring, der beim Überwindungsversuch der „theoretischen Rezeption“ des römischen Rechts (in Gestalt des Corpus iuris civilis) per translatio imperii, nochmals per Lotharischer Legende eine Debatte anstieß, die die europäische Rechtswissenschaft bis zum Ende des 19. Jahrhunderts beschäftigen sollte. Gegenstand der von Conring ausgelösten Auseinandersetzung war die Frage der historischen Legitimation des Gemeinen Rechts. Die Debatte – vornehmlich im 19. Jahrhundert geführt – war durch unterschiedliche Deutungen der Rechtsrezeption geprägt.
Der über lange Zeit geführte Streit, ob als Legitimationsgrundlage das im historischen Volksgeist „gelehrte Juristenrecht“ ab dem Mittelalter genüge (so vornehmlich Friedrich Carl von Savigny) oder ein Gesetzgebungsakt notwendig sei (so vornehmlich Eduard Gans), führt zur Auseinandersetzung mit der Historischen Rechtsschule. Sie betrieb originär keine Rechtsgeschichtswissenschaft in einem modernen Sinne. Sie gab den gemeinrechtlichen Quellen des ius commune einen entpolitisierten Charakter, sodass sie trotz Untergangs des Alten Reichs, womit die Gefahr verbunden war, dass die Legitimation des rezipierten Rechts ebenfalls untergegangen war, für die Rechtspraxis verwendbar (weil legitim) waren. Über die Fragestellung der Legitimation, die die Rechtsquellenlehre unmittelbar betraf, differenzierten sich die nachfolgend genannten Disziplinen heraus:

### Romanistik
Das klassisch-antike römische Recht war in der ausgehenden Spätantike (533/534) von Kaiser Justinian im später so genannten Corpus Iuris Civilis gesammelt und aufgezeichnet worden. Mit der Wiederentdeckung der Digesten im 12. Jahrhundert in Bologna, zählte das Gesamtwerk zu den an der Universität gelehrten Disziplinen. Nach der Frührezeption durch die Glossatoren und Kommentatoren, hatte das universitär im Zuge des sogenannten usus modernus pandectarum weiterentwickelte römische Recht Eingang ins Gemeine Recht (ius commune) gefunden, sofern nicht Partikularrechte bestanden (etwa das Mühlhäuser Reichsrechtsbuch, die Constitutio Criminalis Carolina oder die Bambergische Peinliche Halsgerichtsordnung). Die Beschäftigung mit dem römischen Recht war bis zum Inkrafttreten der großen Kodifikationen, dem französischen Code civil von 1804, dem österreichischen ABGB von 1812, dem deutschen BGB von 1900 und dem schweizerischen ZGB von 1912 kein rein historisches Anliegen, sondern diente der Bewältigung des Lebensalltags. Nach Fortfall seiner praktischen Geltung im 19. und 20. Jahrhundert behauptete das römische (Privat-)Recht seine Bedeutung als universitäres Propädeutikum für das Studium des geltenden (französischen, österreichischen, deutschen, schweizerischen) Privatrechts. Die Romanistik ist zugleich Teil der antiken Rechtsgeschichte, welche auch die Rechte der anderen antiken Kulturen untersucht, wie etwa die Keilschriftrechte oder Antikes Griechisches Recht.

### Germanistik
Das Entstehen der Rechtsgermanistik zu Beginn des 19. Jahrhunderts ist auch, aber nicht nur als nationalistische Gegenbewegung zur Beschäftigung mit dem national „fremden“, römischen Recht zu verstehen. Als Kontrapunkt zum beeindruckend geschlossen und systematisch durchdachten römischen Recht wurde versucht, ein ebenso geschlossenes, systematisches „Deutsches Recht“ zu konstruieren, wie es vor der Rezeption bestanden haben soll. „Deutsches Recht“ ist hier nicht als geltendes Recht auf dem Territorium Deutschlands zu verstehen, sondern als ausschließlich „heimisches“ Recht, das (nahezu) ausschließlich germanische Wurzeln haben sollte. Besonders diese Disziplin hatte 1945 eine vollkommene Neuorientierung vorzunehmen.

### Kanonistik
Die Kanonistik, die Wissenschaft vom kanonischen Recht, ist traditionell stark historisch geprägt und gilt daher als dritte rechtsgeschichtliche Disziplin.

## Die Rechtsgeschichte im 20. Jahrhundert
Das Umdenken in der Rechtsgeschichte war nicht allein eine Folge des Inkrafttretens der großen drei Naturrechtkodifikationen, denn Derartiges könnte überhaupt nur für Deutschland behauptet werden. In Frankreich war die Zäsur nicht erst 1900, sondern bereits 1804, also vor Aufkommen der historischen Rechtsschule, die den überpositiven Rechtsansatz des weit verbreiteten Vernunftrechts ablehnte, erfolgt. Gleichwohl sind für Frankreich, Österreich und Deutschland ähnliche Tendenzen zu beobachten. Mit der Differenzierung und Verfeinerung der geschichtswissenschaftlichen Methodenlehre musste auch für die Rechtshistoriker die Frage nach der Haltbarkeit ihrer bisherigen Thesen und nach der Sinnhaftigkeit ihrer Forschungsansätze neu gestellt werden. Die Notwendigkeit der Annäherung an die Geschichtswissenschaften freilich entfernte sie mehr und mehr von den Rechtswissenschaften. Damit setzte sich die Rechtsgeschichte buchstäblich zwischen zwei Stühle: Von den Geschichtswissenschaften wird die von Juristen betriebene Rechtsgeschichte noch heute nur ungenügend zur Kenntnis genommen, in den Rechtswissenschaften mehrten sich die Stimmen, die die Notwendigkeit der Rechtsgeschichte leugnen. Dies hängt freilich auch mit der nach 1945 erfolgten Rückkehr zu naturrechtlichen Vorstellungen und dem Glauben an absolute Werte zusammen, für die die Lehre, dass alles Recht nur ein Produkt der Geschichte ist, nur störend wirken kann. Wie kaum eine andere rechtswissenschaftliche Disziplin stellt die Rechtsgeschichte heute daher ihre eigene Legitimation in Frage.

## Zeitschriften
Die älteste noch bestehende rechtshistorische Zeitschrift ist die Zeitschrift der Savigny-Stiftung für Rechtsgeschichte. Sie steht in der Tradition der von Friedrich Carl von Savigny mit herausgegebenen Zeitschrift für geschichtliche Rechtswissenschaft und erscheint in der heutigen Form seit 1879 in einer germanistischen und einer romanistischen, seit 1911 auch in einer kanonistischen Abteilung im Böhlau Verlag. Seit 1979 wird im Verlag Manz die Zeitschrift für Neuere Rechtsgeschichte herausgegeben. Seit 2002 erscheint in Frankfurt am Main die Zeitschrift Rechtsgeschichte des Max-Planck-Instituts für europäische Rechtsgeschichte als Fortsetzung der seit 1967 erschienenen und 2001 eingestellten Zeitschrift Ius Commune. 2011 begründete die Kommission für Rechtsgeschichte Österreichs der Österreichischen Akademie der Wissenschaften die Zeitschrift Beiträge zur Rechtsgeschichte Österreichs, die seitdem zweimal jährlich sowohl online als auch im Druck im Verlag der ÖAW erscheint. Seit 2010 existiert die rechtshistorische auf Englisch und Deutsch geschriebene Zeitschrift Journal on European History of Law, die zweimal im Jahr in London erscheint. Für den Bereich der Rechtsikonographie, Rechtsarchäologie und Rechtlichen Volkskunde erschienen zwischen 1978 und 2007 die von Louis Carlen herausgegebenen Forschungen zur Rechtsarchäologie und zur Rechtlichen Volkskunde; sie wurden ab 2008 durch die in Halle erscheinende Zeitschrift Signa Iuris – Beiträge zur Rechtsikonographie, Rechtsarchäologie und Rechtlichen Volkskunde abgelöst. Online erscheint das forum historiae iuris.

## Zitate
„In der Rechtsgeschichte wird die Beharrlichkeit, die Beständigkeit und die Wiederkehr menschlichen, wenn auch gewandelten Verhaltens ebenso sichtbar wie die leise oder eruptiv auftretende Veränderung, und der ältere Mensch sieht beides in der Spiegelung seiner eigenen Erfahrung.“

„Was ist von Juristen zu erwarten, die von rechtshistorischen Kenntnissen unbeschwert sind, die in keinem rechtsphilosophischen Seminar über „Gerechtigkeit“, „Rechtsgeltung“ oder den Unterschied zwischen Recht und Moral nachdenken konnten? Auch nicht darüber, dass in jedem Staat, auch in der Demokratie bisweilen auch Widerspruch angemeldet werden muss? Werden diese Juristen den Zumutungen eines neuen autoritären Regimes widerstehen?“

### Allgemein
- Harold Joseph Berman: Law and Revolution. The Formation of the Western Legal Tradition. Harvard University Press, 1983, ISBN 0-674-51776-8.
- H. Patrick Glenn: Legal Traditions of the World. Sustainable Diversity In Law. 3. Auflage, Oxford University Press, 2007, ISBN 978-0-19-920541-7.
- Johann Ulrich Schlegel: Achterbahn des Rechts, Rechtsgeschichte und Rechtsentwicklung. Schulthess, Zürich/Basel/Genf 2014, ISBN 978-3-7255-7127-7.
- Michael Stolleis: Rechtsgeschichte schreiben. Rekonstruktion, Erzählung, Fiktion? Schwabe, Basel 2008, ISBN 978-3-7965-2455-4.

### Nachschlagewerke

#### Lexika und Wörterbücher zur deutschen und europäischen Rechtsgeschichte
- Albrecht Cordes, Heiner Lück, Hans-Peter Haferkamp, Dieter Werkmüller u. a. (Hrsg.): Handwörterbuch zur deutschen Rechtsgeschichte (HRG). 2. Auflage, Verlag Erich Schmidt, Berlin 2004 ff., ISBN 978-3-503-07911-7.
- Heidelberger Akademie der Wissenschaften (Hrsg.): Deutsches Rechtswörterbuch. Großwörterbuch zur historischen Rechtssprache. Böhlaus Nachf., Weimar, 1914 ff. [reicht bis zum Buchstaben „S“; derzeit wird am 14. Band gearbeitet], auch online.
- Gerhard Köbler: Zielwörterbuch europäischer Rechtsgeschichte,  4. Auflage, Arbeiten zur Rechts- und Sprachwissenschaft Verlag, Gießen 2005.
- Thomas Olechowski, Richard Gamauf: Rechtsgeschichte und Römisches Recht Studienwörterbuch. 4. Auflage, Manz, Wien 2020, ISBN 978-3-214-15396-0.
- The Oxford International Encyclopedia of Legal History. Oxford University Press, 2009.

#### Biographische Nachschlagewerke zur Rechtsgeschichte
- Patrick Arabeyre, Jean-Louis Halpérin, Jacques Krynen (Hrsg.): Dictionnaire historique des juristes français (XIIe-XXe siècle). PUF, Paris 2007.
- Gerd Kleinheyer, Jan Schröder (Hrsg.): Deutsche und Europäische Juristen aus neun Jahrhunderten. Eine biographische Einführung in die Geschichte der Rechtswissenschaft. 5., neu bearb. und erw. Auflage, UTB, Heidelberg 2008, ISBN 978-3-8252-0578-2.
- Joachim Rückert (Hrsg.): Niedersächsische Juristen. Ein historisches Lexikon mit einer landesgeschichtlichen Einführung und Bibliographie. Vandenhoeck & Ruprecht, Göttingen 2003, ISBN 3-525-18241-4.
- Michael Stolleis (Hrsg.): Juristen. Ein biographisches Lexikon, von der Antike bis zum 20. Jahrhundert. C.H. Beck, München 2001, ISBN 3-406-45957-9.

#### Lexika zu Einzelaspekten der Rechtsgeschichte und verwandten Bereichen
- Vicente Barretto: Dicionário de Filosofia do Direito. Verlag Unisinos, São Leopoldo 2006, ISBN 85-7431-266-5.
- Denis Alland, Stéphane Rials (Hrsg.): Dictionnaire de la culture juridique. PUF, Paris 2003, ISBN 2-13-053936-X.

### Gesamtdarstellungen
- D. Buschinger (Hrsg.): Le droit au moyen age. Actes du colloque Amiens, mars 1989. Kümmerle Verlag, Göppingen (= Göppinger Arbeiten zur Germanistik. Band 551), ISBN 3-87452-792-1.
- Franz Wieacker: Privatrechtsgeschichte der Neuzeit unter besonderer Berücksichtigung der deutschen Entwicklung. 2., neubearbeitete Auflage, Göttingen 1967.
- Hans Hattenhauer: Europäische Rechtsgeschichte. 4. Auflage, Heidelberg 2004, ISBN 3-8114-8404-4.
- Gerhard Wesenberg, Gunter Wesener: Neuere deutsche Privatrechtsgeschichte im Rahmen der europäischen Rechtsentwicklung. 4. Auflage, Wien/Köln/Graz 1985.
- Stephan Meder: Rechtsgeschichte. Eine Einführung. 3. Auflage, Köln 2008, ISBN 978-3-412-21105-9.
- Martin Otto: Recht. In: Institut für Europäische Geschichte (Mainz) (Hrsg.): Europäische Geschichte Online. 2011, Zuletzt abgerufen am: 11. November 2011.
- Richard Potz: Islam und islamisches Recht in der europäischen Rechtsgeschichte. In: Institut für Europäische Geschichte (Hrsg.): Europäische Geschichte Online. 2011, Zugriff am: 28. November 2011.
- Hans Schlosser: Grundzüge der neueren Privatrechtsgeschichte, Rechtsentwicklungen im europäischen Kontext. 10. Auflage, UTB, Heidelberg 2005, ISBN 3-8252-0882-6.
- Mathias Schmoeckel: Auf der Suche nach der verlorenen Ordnung. 2000 Jahre Recht in Europa. Ein Überblick. Böhlau, Köln/Weimar/Wien 2005, ISBN 3-412-13304-3.
- Uwe Wesel: Die Geschichte des Rechts. Von den Frühformen bis zur Gegenwart. 3. Auflage, C.H. Beck, München 2006, ISBN 3-406-47543-4.
- Uwe Wesel: Die Geschichte des Rechts in Europa. Von den Griechen bis zum Vertrag von Lissabon. C.H. Beck, München 2010, ISBN 978-3-406-60388-4.
- Markus Witte (Hrsg.): Gerechtigkeit (= UTB. Band 3662; Themen der Theologie. Band 6). Mohr Siebeck, Tübingen 2012, ISBN 978-3-8252-3662-5.

### Römische Rechtsgeschichte
- Max Kaser, Rolf Knütel: Römisches Privatrecht. 19. Auflage, C.H. Beck, München 2008, ISBN 978-3-406-57623-2.
- Wolfgang Kunkel, Martin Schermaier: Römische Rechtsgeschichte. 14. Auflage, UTB, Köln/Weimar 2008, ISBN 978-3-8252-2225-3.
- Wolfgang Waldstein, Michael Rainer: Römische Rechtsgeschichte. 10. Auflage, C.H. Beck, München 2005, ISBN 3-406-53341-8.
- Peter Apathy, Georg Klingenberg, Martin Pennitz: Einführung in das römische Recht. 6. Auflage, Böhlau, Wien 2016, ISBN 978-3-205-20294-3.

### Deutsche Rechtsgeschichte
- Gerhard Wesenberg, Gunter Wesener: Neuere deutsche Privatrechtsgeschichte im Rahmen der europäischen Rechtsentwicklung. 4. Auflage, Böhlau, Wien/Köln 1985.
- Gerhard Köbler: Deutsche Rechtsgeschichte – ein systematischer Grundriss. 6. Auflage, Verlag Vahlen, München 2005, ISBN 3-8006-3209-8.
- Adolf Laufs: Rechtsentwicklungen in Deutschland. 6. Auflage, Walter de Gruyter, Berlin 2006, ISBN 3-89949-301-X.
- Ulrich Eisenhardt: Deutsche Rechtsgeschichte. 5. Auflage, C.H. Beck, München 2008, ISBN 978-3-406-58090-1.
- Werner Frotscher, Bodo Pieroth: Verfassungsgeschichte. 5. Auflage, C.H. Beck, München 2005, ISBN 3-406-53411-2.
- Stephan Meder: Rechtsgeschichte. 2. Auflage, Böhlau, Köln/Weimar/Wien 2005, ISBN 3-412-21105-2.
- Klaus-Peter Schröder: Vom Sachsenspiegel zum Grundgesetz – Eine deutsche Rechtsgeschichte in Lebensbildern. 2. Auflage, C.H. Beck, München 2011, ISBN 978-3-406-62020-1.
- Stephan Meder (Hrsg.): Frauenrecht und Rechtsgeschichte. Die Rechtskämpfe der deutschen Frauenbewegung. Köln/Weimar/Wien 2006, ISBN 3-412-31905-8.
- Heinrich Mitteis, Heinz Lieberich: Deutsche Rechtsgeschichte. (München 1949) 19. Auflage, C.H. Beck, München 1992, ISBN 3-406-36506-X.
- Hinrich Rüping, Günter Jerouschek: Grundriss der Strafrechtsgeschichte. 4. Auflage, C.H. Beck, München 2002, ISBN 3-406-49878-7.
- Karl Kroeschell: Deutsche Rechtsgeschichte. Böhlau, Köln/Weimar/Wien 2008;
  - Band 1: Bis 1250. 13. Auflage, ISBN 978-3-412-11006-2.
  - mit Albrecht Cordes, Karin Nehlsen-von Stryk: Band 2: 1250–1650. 9. Auflage, ISBN 978-3-412-27605-8.
  - Band 3: Seit 1650. 5. Auflage, ISBN 978-3-412-10706-2.
- Karl Kroeschell: Rechtsgeschichte Deutschlands im 20. Jahrhundert. Vandenhoeck & Ruprecht, Göttingen 1992, ISBN 3-525-03160-2.
- Jörg Requate: Der Kampf um die Demokratisierung der Justiz. Richter, Politik und Öffentlichkeit in der Bundesrepublik. Campus-Verlag, Frankfurt am Main [u. a.] 2008, ISBN 978-3-593-38761-1.
- Michael Stolleis: Geschichte des öffentlichen Rechts in Deutschland. 4 Bände, München 1988–2012.
- Reinhold Zippelius: Kleine deutsche Verfassungsgeschichte. 7. Auflage, C.H. Beck, München 2006, ISBN 3-406-47638-4.
- Martin Pilch: Der Rahmen der Rechtsgewohnheiten: Kritik des Normensystemdenkens entwickelt am Rechtsbegriff der mittelalterlichen Rechtsgeschichte. Böhlau-Verlag 2008, ISBN 978-3-205-78291-9[7]

### Österreichische Rechtsgeschichte
- Hermann Baltl, Gernot Kocher, Markus Steppan: Österreichische Rechtsgeschichte. 12. Auflage, Leykam, Graz 2011, ISBN 978-3-7011-0133-7.
- Wilhelm Brauneder: Österreichische Verfassungsgeschichte. 10. Auflage, Manz, Wien 2005, ISBN 3-214-14875-3.
- Ursula Floßmann, Herbert Kalb, Karin Neuwirth: Österreichische Privatrechtsgeschichte. 8. Auflage, Verlag Österreich, Wien 2019, ISBN 978-3-7046-8298-7.
- Rudolf Hoke: Österreichische und Deutsche Rechtsgeschichte. 2. Auflage, Böhlau, Köln/Weimar/Wien 1996, ISBN 3-205-98179-0.
- Thomas Olechowski: Rechtsgeschichte. Einführung in die historischen Grundlagen des Rechts. 3. Auflage, WUV.facultas, Wien 2010, ISBN 978-3-7089-0631-7.
- Oskar Lehner: Österreichische Verfassungs- und Verwaltungsgeschichte. 4. Auflage, Trauner, Linz 2007, ISBN 978-3-85487-339-6.
- Gunter Wesener: Anfänge und Entwicklung der „Österreichischen Privatrechtsgeschichte“ im 19. und frühen 20. Jahrhundert. In: Zeitschrift für Neuere Rechtsgeschichte. 28 (2006), S. 364–408.

### Schweizerische Rechtsgeschichte
- Hermann Bischofberger: Rechtsarchäologie und Rechtliche Volkskunde des eidgenössischen Standes Appenzell Innerrhoden. Ein Inventar im Vergleich zur Entwicklung anderer Regionen. Appenzell 1999, ISBN 3-9520024-8-8.
- Louis Carlen: Aufsätze zur Rechtsgeschichte der Schweiz. Hildesheim 1994.
- René Pahud de Mortanges: Schweizerische Rechtsgeschichte – Ein Grundriss. Zürich/St. Gallen 2007, ISBN 978-3-03751-044-5.
- Marcel Senn: Rechtsgeschichte – ein kulturhistorischer Grundriss, , 4. Aufl. Schulthess, Zürich/Basel/Genf 2007.

### Allgemein
- forum historiae juris – Erste europäische Internetzeitschrift für Rechtsgeschichte
- Thomas Vormbaum: Juristische Zeitgeschichte, Version: 2.0, in: Docupedia-Zeitgeschichte, 17. November 2021
- Linkkatalog zum Thema Rechtsgeschichte bei curlie.org (ehemals DMOZ)
- Helmut Kramer: Justizgeschichte aktuell.
- Susanne Lepsius: Links zur Rechtsgeschichte (Texte) Historische Rechtstexte im Volltext, Webseite der Juristischen Fakultät der Ludwig-Maximilians-Universität München

### Römische Rechtsgeschichte
- The Roman Law Library von Yves Lassard und Alexandr Koptev

### Deutsche Rechtsgeschichte
- Alles was Recht ist. Sonderteil: Wie das deutsche Recht entstand. Ein Blick in unsere Rechtsgeschichte von Joachim Feldmann (Bayerische Landeszentrale für politische Bildungsarbeit)
- Deutsches Rechtswörterbuch Online
- HRG, 2. Aufl. – Portal zum „Handwörterbuch zur deutschen Rechtsgeschichte“ (HRG)
- Einführung in das deutsche Recht – Informationen zur Rechtsgeschichte, den Rechtsquellen, der Gerichtsbarkeit, den übergeordneten Rechtsgebieten und dem Verhältnis von deutschem Recht zu Europarecht
- Arbeitskreis Rechtsikonographie

### Schweizerische Rechtsgeschichte
- Karl Heinz Burmeister, Anne-Marie Dubler: Rechtsgeschichte. In: Historisches Lexikon der Schweiz.

### Sonstige
- The Avalon Project. Documents in Law, History and Diplomacy der Bibliothek der Yale Law School mit reichhaltigem Band in deutscher Sprache.